# Krasne Pole
Krasne Pole (deutsch Schönwiese, tschechisch Krásné Loučky) ist eine Ortschaft in Oberschlesien. Der Ort liegt in der Gmina Głubczyce im Powiat Głubczycki in der Woiwodschaft Oppeln in Polen.

## Geographie

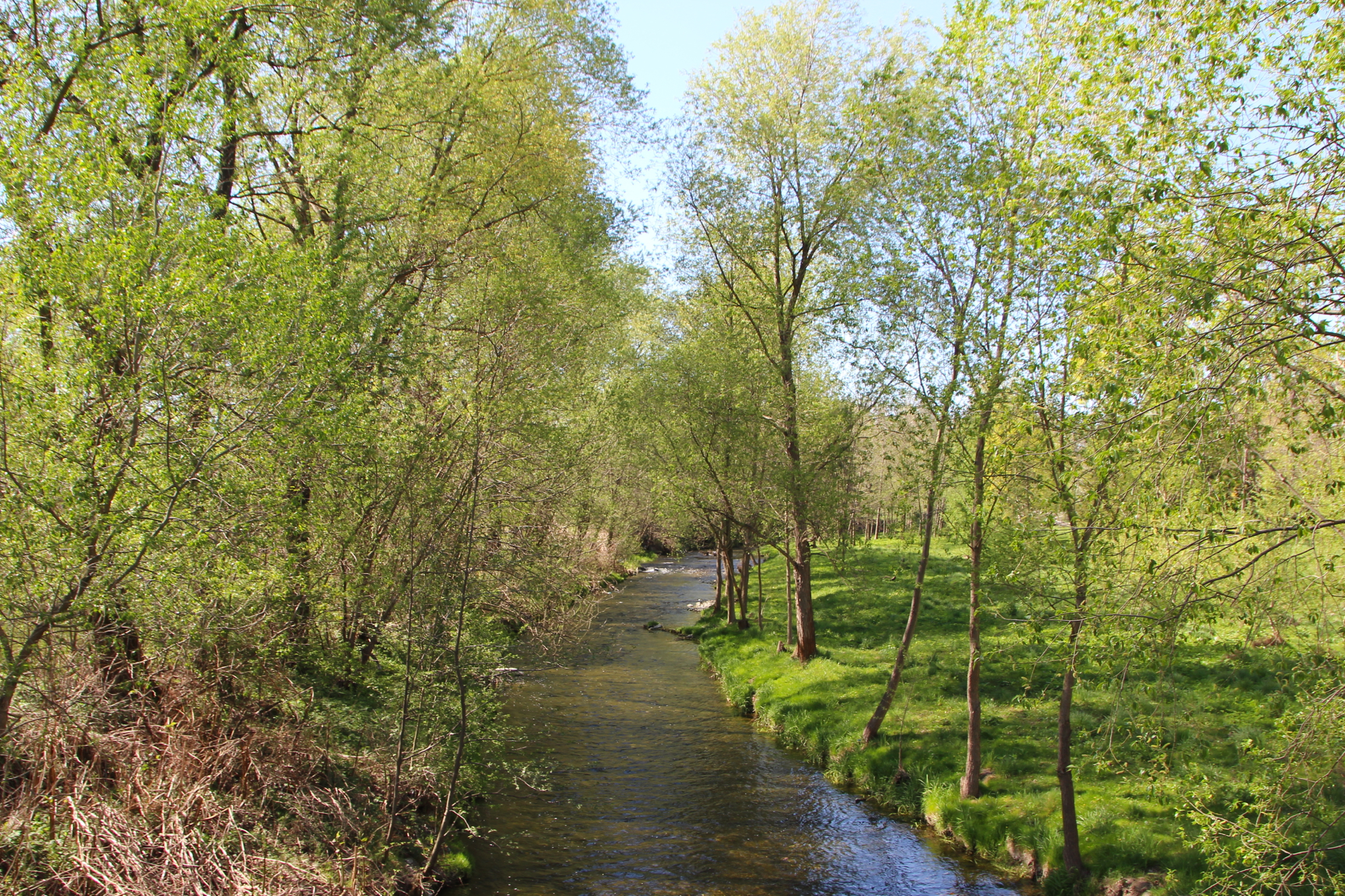
Die Goldoppa in Krasne Pole

### Geographische Lage
Das Waldhufendorf Krasne Pole liegt 20 Kilometer südwestlich der Kreisstadt und des Gemeindesitzes Głubczyce (Leobschütz) sowie 80 Kilometer südwestlich der Woiwodschaftshauptstadt Opole (Oppeln). Der Ort liegt in der Nizina Śląska (Schlesische Tiefebene) innerhalb der Płaskowyż Głubczycki (Leobschützer Lößhügelland). Der Ort liegt am südöstlichen Ausläufer des Zuckmanteler Berglands im Landschaftsschutzgebiet Mokre - Lewice (poln. Obszar Chronionego Krajobrazu Mokre – Lewice).
Krasne Pole liegt direkt an der Grenze zu Tschechien am rechten Ufer der Goldoppa (poln. Opawica). Zusammen mit dem Ort Krásné Loučky, heute ein Stadtteil von Krnov und von dem es durch die polnisch-tschechische Grenze getrennt ist, bildete es einst einen gemeinsamen Ort.

### Nachbarorte
Nachbarorte von Krasne Pole sind im Nordwesten Lenarcice (Geppersdorf), im Südosten Chomiąża (Komeise) sowie im Westen der Krnover Stadtteil Krásné Loučky (Schönwiese).

## Geschichte

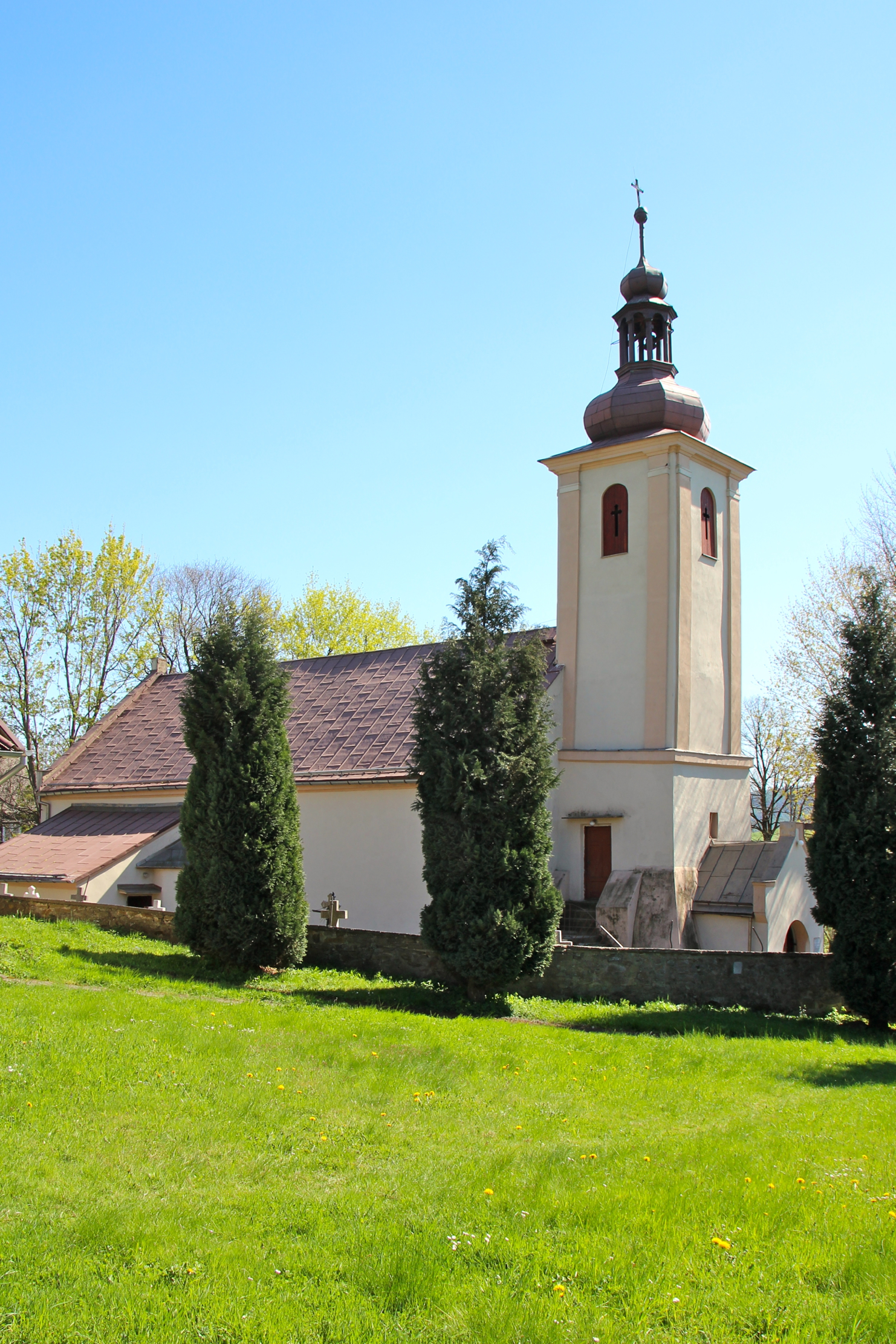
Maria-Magdalena-Kirche

Der Ort wurde 1330 erstmals als Pulcrum pratum erwähnt. Der Ortsname leitet sich vom Adjektiv krasny (dt. schön) sowie dem Substantiv Pole (dt. Feld) ab, „schönes Feld“. 1424 erfolgte eine Erwähnung als Krasne pole sowie 1447 als Crasnepole.
Nach dem Ersten Schlesischen Krieg 1742 fiel Schönwiese mit dem größten Teil Schlesiens an Preußen. Im Vorfrieden von Breslau (1742) wurde vereinbart, dass Österreich Nieder- und Oberschlesien bis zur Oppa und der Goldoppa abtreten musste. Der südliche Teil von Schönwiese, welcher am linken Ufer der Goldoppa liegt, verblieb bei Österreichisch-Schlesien.
Nach der Neuorganisation der Provinz Schlesien gehörte die Landgemeinde Schönwiese ab 1816 zum Landkreis Leobschütz im Regierungsbezirk Oppeln. 1845 bestanden im Dorf eine katholische Kirche, eine katholische Schule, eine Wassermühle und 61 Häuser. Im gleichen Jahr lebten in Schönwiese 368 Menschen, davon 2 evangelisch. 1861 zählte Schönwiese 16 Bauern, 19 Gärtner- und 11 Häuslerstellen sowie eine Wassermühle und einen Basalt-Steinbruch. 1874 wurde der Amtsbezirk Geppersdorf gegründet, welcher die Landgemeinden Comeise, Geppersdorf und Schönwiese und die Gutsbezirken Geppersdorf und Schönwiese umfasste.
Im Ersten Weltkrieg fielen 18 Soldaten aus Schönwiese. Bei der Volksabstimmung in Oberschlesien am 20. März 1921 stimmten in Schönwiese 212 Personen für einen Verbleib bei Deutschland und 0 für Polen. Schönwiese verblieb wie der gesamte Stimmkreis Leobschütz beim Deutschen Reich. Im gleichen Jahr erfolgte die Elektrifizierung des Dorfes. 1933 zählte der Ort 284 Einwohner, 1939 wiederum 265. Bis 1945 gehörte der Ort zum Landkreis Leobschütz. Die Bevölkerung wurde am 15. März 1945 vor den heranrückenden evakuiert. Durch unmittelbare Kampfhandlungen in Schönwiese und Brandstiftung sowjetischer Soldaten wurde ein Großteil der dörflichen Bebauung zerstört.
1945 kam der bisher deutsche Ort unter polnische Verwaltung, wurde in Krasne Pole umbenannt und der Woiwodschaft Schlesien angeschlossen. Im Mai 1945 lamen die zuvor geflüchteten Bewohner nach Schönwiese zurück. Am 5. August 1946 wurde die deutsche Bevölkerung vertrieben und kamen in den Kreis Burgdorf und nach Oldenburg. 1950 wurde Krasne Pole der Woiwodschaft Oppeln zugeteilt. 1999 wurde es Teil des wiedergegründeten Powiat Głubczycki.

## Sehenswürdigkeiten
- Die römisch-katholische Maria-Magdalena-Kirche (poln. Kościół św. Marii Magdaleny) entstand bereits im 16. Jahrhundert. 1599 wurde ein Hochaltar in der Kirche errichtet. 1769 wurde die Kirche ausgebaut. 1859 erhielt die Kirche einen Glockenturm mit barocker Laterne und ein neues Dach.[3] Der Kirchenbau steht seit 1966 unter Denkmalschutz.[7]
- Historisches Schulgebäude aus Fachwerk
- Mühlengebäude an der Goldoppa
- Steinerne Wegekreuze

## Wappen

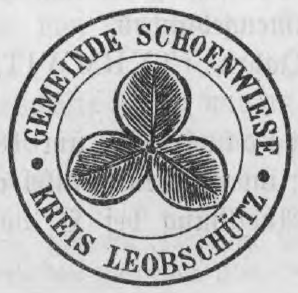
Altes Siegel der Gemeinde

Alte Siegel und Stempel des Ortes zeigen ein dreiblättriges Kleeblatt. Es deutet auf den landwirtschaftlichen Charakter des Ortes hin.